# Reial Club de Regates d'Alacant
El Reial Club de Regates d'Alacant (1889) és un club nàutic de la ciutat d'Alacant que té seccions femenines i masculines de vela esportiva, rem (esport) i pesca esportiva, i és membre de l'Associació Espanyola de Clubs Nàutics.

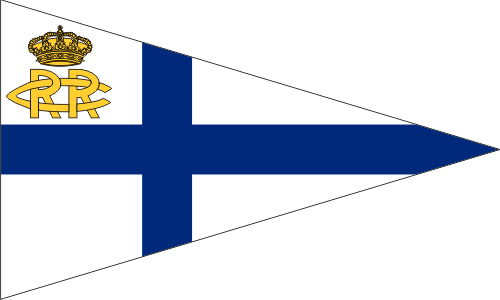
Gallardet del RCRA

El RCRA ha sigut declarat en 2018 entitat d'utilitat pública, amb el vistiplau de la Generalitat Valenciana i el Consejo Superior de Deportes (CSD), sent el primer d'Espanya a aconseguir-ho.

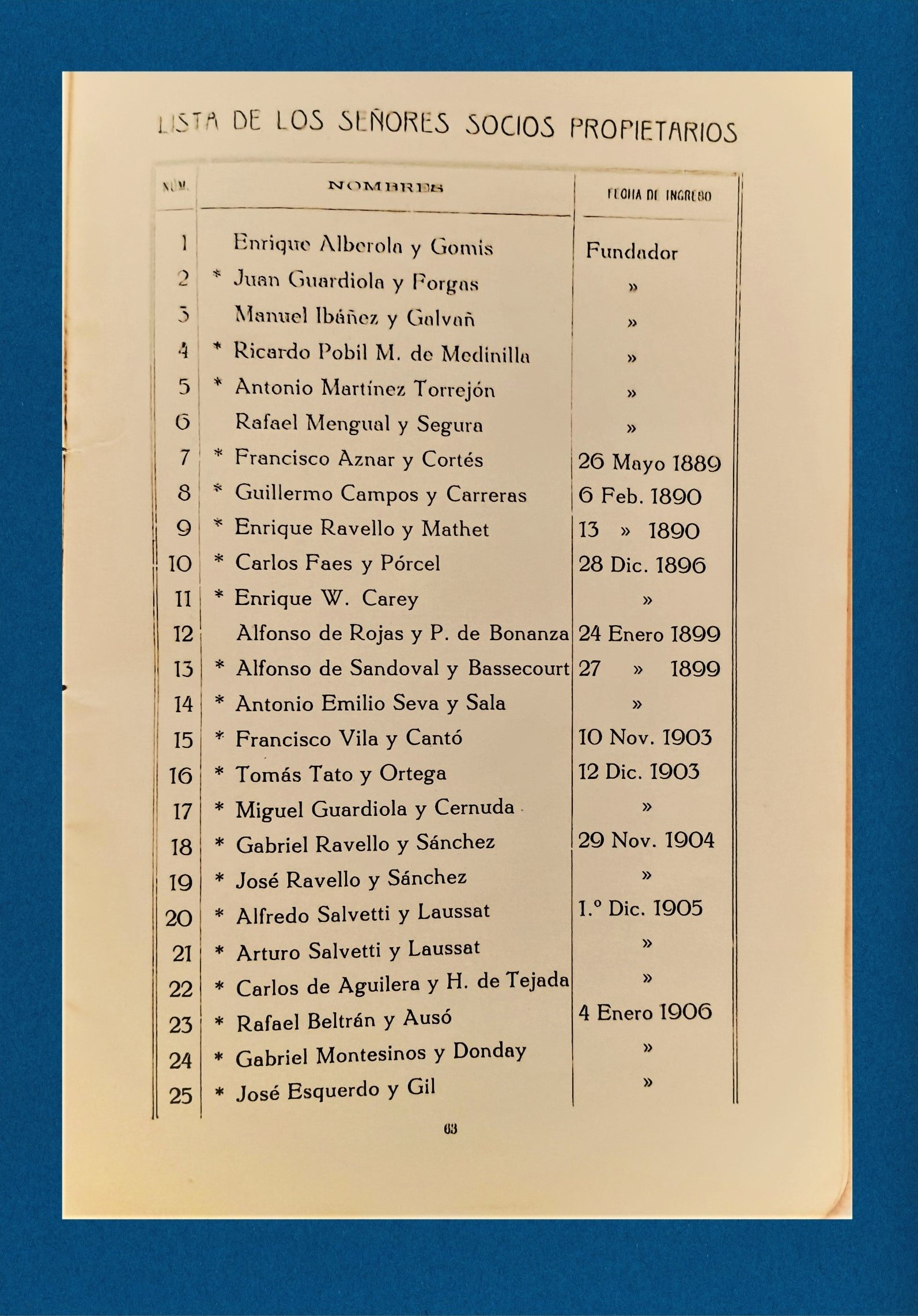
Estatuts RCRA Junta Gral extraord. 19 a 20 setembre 1912 - Llista socis mes antics - Soc Levantina Artes Gráficas

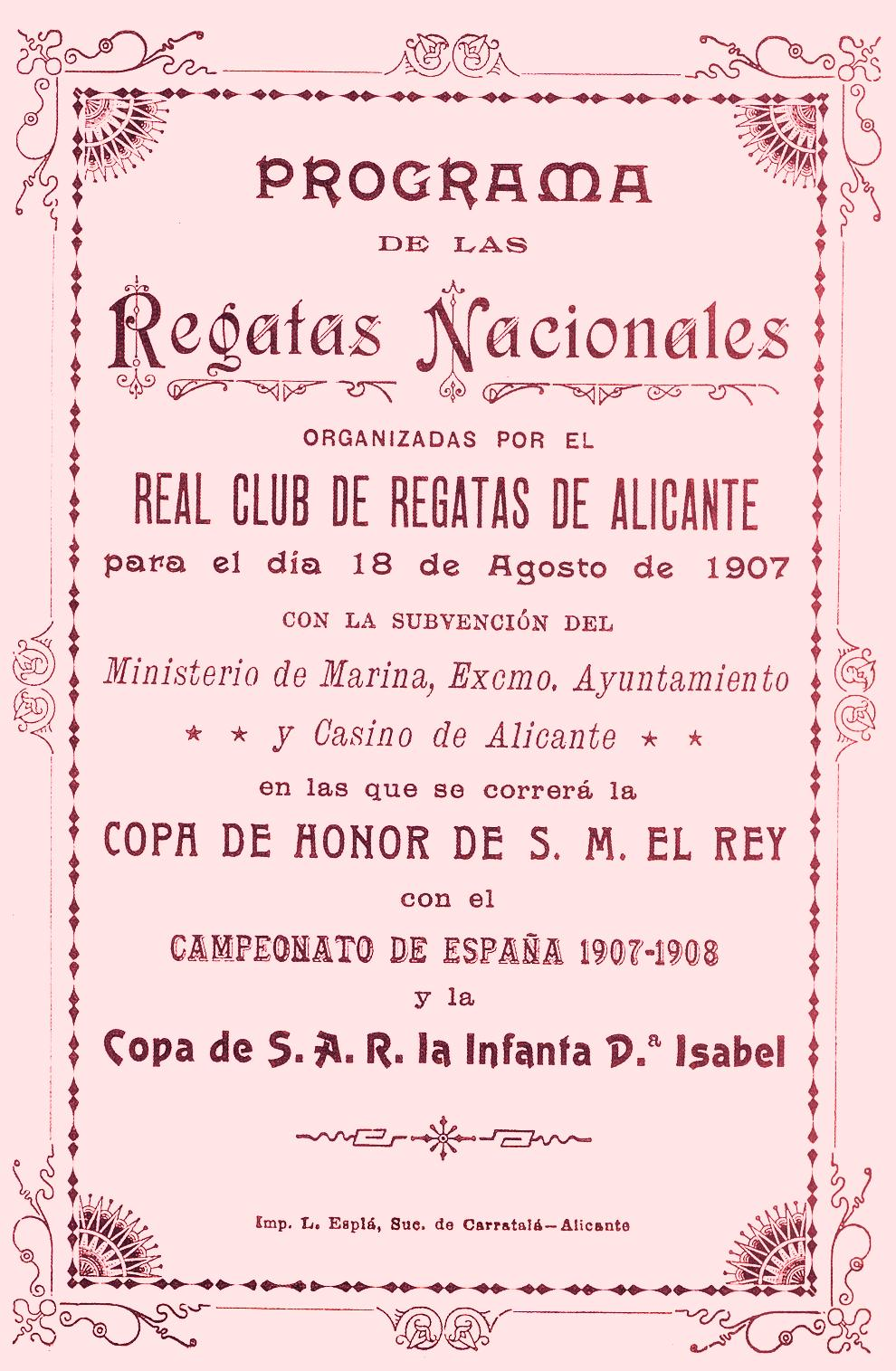
Celebració Copa del Rei en Alacant

## Ressenya històrica
El RCRA va ser fundat el 23 d'abril de 1889 localitzat aleshores en la platja del Postiguet sobre una patatxa. El Club en 1890 es va traslladar a la dàrsena antiga del port alacantí, a l'anomenada “Casa de Botes”. El 6 d'octubre de 1900, la regent Maria Cristina d'Habsburg-Lorena, en nom del jove rei Alfons XIII d'Espanya, li va concedir el títol de Reial al “Club de Regates d'Alacant” i li va atorgar un trofeu per a les competicions organitzades pel Club. També fou honrat amb un valuós regal de la tia del rei, l'infanta Isabel de Borbó i Borbó i igualment van ser celebrades regates en el seu honor. Posteriorment es va construir una seu digna per a les seues activitats esportives i socials que va inaugurar el monarca, ja major d'edat, en 1911. Allí va estar el Club quasi cent anys.
En l'actualitat el Club posseeix dues seus, la principal construïda en l'antic escar de vaixells bucs del primitiu moll de ponent del port d'Alacant i l'altra en la costa alacantina en front de la pedrera de Sant Juliàn (antic “Club de Tir de Colom”). Es oferit als socis àrea social amb bar, restaurant, terrassa, vestuaris, gimnàs, sauna, piscina, hostalatge, bugaderia, perruqueria, tenda de productes identitaris, farmàcia, servei mèdic, aparcament, rampa, grua, àrea d'encarenatge, magatzem, moll d'espera, sortidor de combustible, pòrtic, tallers, embull, i 402 amarres; en la segona seu té accés a la platja.
El RCRA ha organitzat nombrosos Campionats d'Espanya i Europa en las seuas seccions i classes, i anualment celebra i participa en competicions esportives.
El actual president és Miguel López, el cinquè del segle XXI però des de finals del segle xix i durant el segle XX hi ha hagut alguns més:

### Presidents[7]
- Juan Guardiola Forgàs	(1889)
- Arturo Salvetti García (1890-03)
- Joaquín de Rojas Canicia (1894)
- Gaspar W. Cumming (1895-97)
- Juan Guardiola Forgàs (1898-01)
- Enrique Alberola Gomis (1902-04)
- Juan Guardiola Forgàs	(1905)
- Enrique Alberola Gomis (1906)
- Alfonso de Sandoval Bassecourt (1907)
- Alfredo Salvetti Sandoval (1908-09)
- Francisco Alberola Canterac (1910-13)
- Ricardo Pascual del Pobil (1914-15)
- Alfredo Salvetti Sandoval (1916-18)
- Ricardo Guillén Pedemonti (1919-21)
- Enrique Carey (1922-25)
- Antonio Martínez Torrejón (1926-30)
- Enrique Meziat Rodríguez (1931-34)
- Luis Penalva Estela (1935)
- Ricardo Pascual del Pobil (1940)
- Román Bono Marín (1941-44)
- Joaquín Quero Bravo (1944-49)
- César Porcel Pérez (1950-54)
- Luis Badías Aznar (1954-58)
- Rafael Mengual Guijarro (1958-61)
- Alfonso de Miguel Balanzat (1961-65)
- Daniel Pérez Jordà (1965-77)
- Adrián Dupuy Fajardo (1977-90)
- Máximo Caturla Camino (1990-2005)
- Fco. Zaragoza Zaragoza (2006-09)
- Juan Rodríguez Marín (2010-17)
- Miguel López Barbero (2018-hui)